# Associació de Catalanistes de l'Amèrica Llatina
L'Associació de Catalanistes de l'Amèrica Llatina (ACAL) és una associació que té per objecte la representació i el foment de la catalanística en els països llatinoamericans. L'assemblea constitutiva de l'ACAL tingué lloc el dia 31 d'agost de 2012 al Colegio de Jalisco (Zapopan, Jalisco, Mèxic), en el marc del seminari “Presencia catalana en México y el resto de América Latina”, fruit de trobades prèvies el 7 de maig de 2010 en el marc del XIII col·loqui de la North American Catalan Society), celebrat a la Temple University, de Filadèlfia (EUA), i el 29 de novembre de 2011, a la Universitat de l'Havana (Cuba), en el marc del II Taller Internacional “Cuba i els Països Catalans: trobada de pobles i cultures”. Fins al 2015 en fou presidenta Montserrat Galí i Boadella i en el Congrés de Puebla (Mèxic) s'elegí una nova junta presidida per Alejandro Sánchez Castellanos.